# Kissin Time
| Оценки критиков | Оценки критиков |
| Источник        | Оценка          |
| --------------- | --------------- |
| Allmusic        | [ 1 ]           |
| Pitchfork Media | (7.1/10)        |
| Rolling Stone   | [ 3 ]           |

Kissin Time — шестнадцатый альбом британской певицы Марианны Фейтфулл.

## Об альбоме
После того, как в предыдущих работах Фейтфулл выступала в качестве крунера нео-кабаре/медленных баллад (представленных её работами 1990-х годов с Хэлом Уилнером, Анджело Бадаламенти и интерпретацией стандартов Брехта/Вайля), она захотела сотрудничать с современными музыкантами. Она стала соавтором почти всех песен и работала с несколькими известными музыкантами, которые продюсировали треки.
Песня «Kissin Time» является результатом сотрудничества между ней и Blur, и, по словам Фейтфулл, «в какой-то степени о Дэймоне (Албарне) и в какой-то степени обо мне». Бек, который работал с ней в Лос-Анджелесе, ответственен за треки «Sex With Strangers», «Like Being Born» и «Nobody’s Fault». В то время как первая из них представляет собой электро-фанк-sprechstimme, на который повлияли Серж Генсбур и альбом Бека Midnite Vultures, две другие больше тяготеют к фолку/кантри Леонарда Коэна. Композиция «Nobody’s Fault» ранее появилась в 1999 году на альбоме Бека Mutations под названием «Nobody's Fault but My Own» . Сопродюсером совместных работ Бека был Тони Хоффер.
Песня «The Pleasure Song», которая была включена в саундтрек к кабельному телесериалу «Секс в другом городе», была написана в Париже совместно с Les Valentines (дуэт Эдит Фамбуэна и Жана Луи Пьеро) и французским певцом Этьеном Дахо. Билли Корган участвовал в создании трёх песен: переработка успешной песни Гоффина/Кинга 1960-х годов «Something Good», гимническая и синтезаторная «I’m On Fire» и рефлексивный акустический поп «Wherever I Go», о котором Фэйтфулл заявила, что «это Билли пытается сесть и написать Марианне хит».
Песня «Song For Nico» была написана Фейтфулл и Дэйвом Стюартом после прочтения биографии немецкой певицы/песенницы/актрисы/модели, с которой Фейтфулл отождествляла себя, хотя, по её словам, «в жизни Нико была огромная несправедливость, а у меня была огромная удача». Певица также заявила, что эта мелодия «одна из лучших вещей, которые я когда-либо писала».
О биографической «Sliding Through Life on Charm» Фейтфулл сказала: «Я пыталась написать эту песню в течение 20 лет, всегда застревая, потому что не могла найти чёртову рифму. И я подумала, когда я увидела этого Джарвиса Кокера, я схватила его однажды в этой телевизионной студии и сказала: „Слушай, я хочу, чтобы ты взял это название и пошёл и написал из него песню“. И он пошёл. А потом прошло ещё полтора года, прежде чем я поняла её — и ещё полтора года, прежде чем я поняла её настолько, чтобы записать».

## Список композиций
1. «Sex with Strangers» (Марианна Фейтфулл, Бек) — 4:21 — при участии Бека
2. «The Pleasure Song» (Марианна Фейтфулл, Этьен Дахо[англ.], Эдит Фамбуэна, Жан Луи Пьеро) — 4:15
3. «Like Being Born» (Марианна Фейтфулл, Бек) — 3:51 — при участии Бека и Джона Брайона
4. «I’m on Fire» (Марианна Фейтфулл, Билли Корган) — 5:11 — при участии Билли Коргана
5. «Wherever I Go» (Билли Корган) — 4:27  — при участии Билли Коргана
6. «Song for Nico» (Марианна Фейтфулл, Дэйв Стюарт) — 3:59 — при участии Дэйв Стюарт
7. «Sliding Through Life on Charm» (Марианна Фейтфулл, Pulp) — 4:00 — при участии Pulp
8. «Love & Money» (Марианна Фейтфулл, Дэвид Кортс) — 2:17
9. «Nobody's Fault[англ.]» (Бек) — 6:28 — при участии Бека
10. «Kissin Time» (Марианна Фейтфулл, Blur) — 5:39 — при участии Blur
11. «Something Good[англ.]» (Кэрол Кинг, Джерри Гоффин) — 3:24 — при участии Билли Коргана

Бонус-трек (Японское издание)
1. «Sex with Strangers» (Sly & Robbie Sex Ref Mix) — 4:57

Бонус-диск (FФранцузское издание)
1. «Blood In My Eyes» (Традиционная)

## Участники записи
- Марианна Фейтфулл — вокал, бэк-вокал, синтезатор, перкуссия, ладоши
- Бек — продюсер, программирование, гитара, синтезатор, перкуссия, бэк-вокал
- Тони Хоффер — продюсер, программирование, инженер, сведение
- Джастин Мелдал-Джонсен — бас («Sex with Strangers»)
- Джон Брион — селеста, ударные, чемберлин, фисгармония
- Смоки Хормел[англ.] — гитара
- Этьен Дахо[англ.] — продюсер
- Эдит Фамбуэна — продюсер, гитара
- Жан Луи Пьеро — продюсер, клавишные
- Дэвид А. Стюарт — продюсер, бас-гитара, гитара
- Билли Корган — продюсер, бас, гитара, клавишные, программирование, бэк-вокал, звукоинженер, сведение
- Шон Кристофер[англ.] — бэк-вокал («I’m On Fire»)
- Пэрис Делан — бэк-вокал («I’m On Fire»)
- Мэтт Уокер — ударные
- Бен Хиллиер — продюсер, инженер, сведение, ладоши
- Барри Рейнольдс[англ.] — продюсер, бас, гитара, программирование, сведение
- Нед Дуглас — клавишные, программирование
- Марк Прайс — ударные
- Бертран «Мако» Блейс — программирование
- Гэвин Скиннер — ударные
- Blur:
  - Деймон Албарн- гитара, клавишные, бэк-вокал, ладоши
  - Грэхем Коксон — гитара
  - Алекс, Джеймс — бас, ладоши
  - Дэйв Раунтри — ударные, ладоши
- Pulp:
  - Джарвис Кокер — продюсер, клавишные
  - Стив Маки — продюсер, бас
  - Марк Уэббер[англ.] — гитара
  - Ник Бенкс[англ.] — ударные

Технический персонал
- Ховард Уиллинг — предварительное производство
- Клайв Годдард — звукоинженер, сведение
- Бьорн Торсрад[англ.] — звукоинженер, микширование
- Ник Аддисон — звукоинженер
- Жан-Поль Гонно — звукоинженер
- Крис Поттер — звукоинженер
- Хауи Вайнберг[англ.] — мастеринг
- Тим Янг — мастеринг
- Ник Найт — фотография
- Пол Хетерингтон — графический дизайн, арт-директор, дизайн
- Ховард Уэйкфилд — графический дизайн